# Evangelische Kirche (Heftrich)

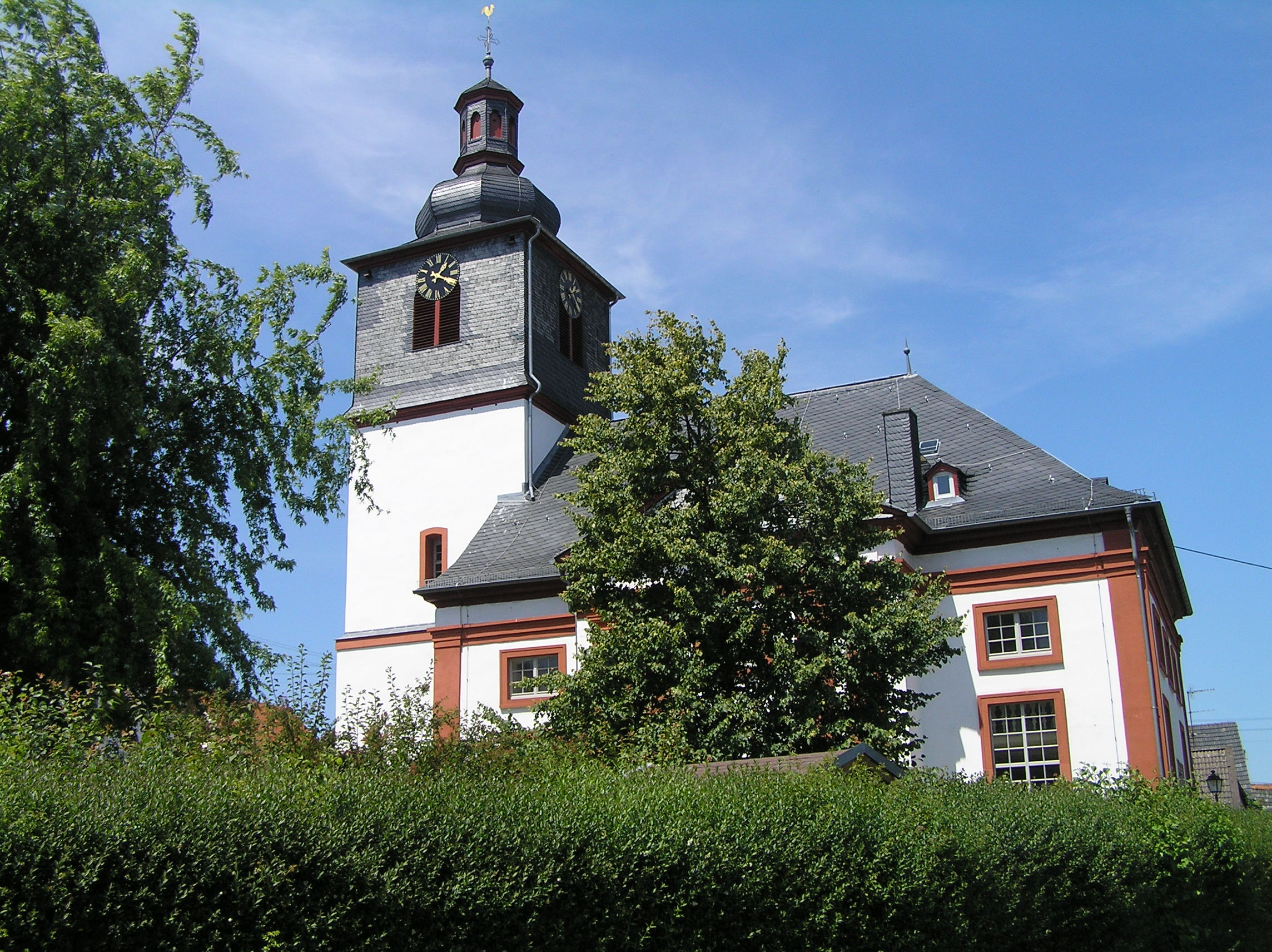
Heftrich, evangelische Kirche

Die Evangelische Kirche Heftrich ist ein denkmalgeschütztes Kirchengebäude, das in Heftrich steht, einem Stadtteil von Idstein im Rheingau-Taunus-Kreis in Hessen. Die Kirchengemeinde gehört zum Dekanat Rheingau-Taunus in der Propstei Rhein-Main der Evangelischen Kirche in Hessen und Nassau.

## Beschreibung
Die Querkirche wurde 1737–39 nach einem Entwurf von Friedrich Joachim Stengel gebaut. Das mit Pilastern gegliederte Kirchenschiff hat einen fast quadratischen Grundriss. Die Langseite wird von einem kurzen Querschiff gekreuzt. An der Schmalseite im Westen steht der Kirchturm, dessen schiefergedecktes Obergeschoss die Turmuhr und hinter den als Biforien gestalteten Klangarkaden den Glockenstuhl beherbergt, in dem eine Kirchenglocke aus der zweiten Hälfte des 14. Jahrhunderts hängt. Bedeckt ist der Turm mit einer bauchigen Haube, auf der eine Laterne sitzt. 
Der mit einem Spiegelgewölbe überspannte Innenraum hat Emporen an drei Seiten. Auf der Empore gegenüber der Kanzel steht die Orgel. Sie hat 19 Register, zwei Manuale und ein Pedal und wurde 1867 von Christian Friedrich Voigt gebaut und 2014 von Hans Peter Mebold restauriert.